# Ivano Newbill
Ivano Miguel Newbill (nacido el 12 de diciembre de 1970 en Sedalia, Misuri) es un exjugador de baloncesto estadounidense que jugó tres temporadas en la NBA, además de hacerlo en la CBA, la USBL y en ligas europeas y de Puerto Rico. Con 2,06 metros de estatura, lo hacía en la posición de ala-pívot.

## Trayectoria deportiva

### Universidad
Jugó durante cuatro temporadas con los Yellow Jackets del Instituto Tecnológico de Georgia, en las que promedió 3,9 puntos, 5,3 rebotes y 1,0 asistencias  por partido.

### Profesional
Tras no ser elegido en el 1994, jugó en la USBL hasta que en el mes de octubre fichó como agente libre por los Detroit Pistons, con los que disputó una temporada en la que promedió 1,2 puntos y 2,4 rebotes por partido.
Al año siguiente fichó por Orlando Magic, pero fue despedido antes del comienzo de la temporada. Tuvo que jugar en la CBA hasta que en octubre de 1996 firmó con los Atlanta Hawks, donde jugó una temporada como suplente de Christian Laettner, promediando 1,4 puntos y 2,8 rebotes por partido.
En 1997 fichó por una temporada con los Vancouver Grizzlies, con los que disputó 28 partidos en los que promedió 2,1 puntos y 2,5 rebotes. Tras pasar de nuevo posteriormente por ligas menores de su país, inició su andadura internacional, que le llevó a jugar a Puerto Rico, Polonia y Estonia.

#### Estadísticas de su carrera en la NBA

##### Temporada regular
| Temporada | Edad | Equipo              | Liga | Pos. | P   | TIT | MIN  | TC  | TCA | %TC  | 3P  | 3PA | %3P   | 2P  | 2PA | %2P  | TL  | TLA | %TL  | R.OF. | R.DEF. | REB | ASIS | ROB | TAP | PER | FP  | PTS |
| 1994-95   | 24   | Detroit Pistons     | NBA  | SF   | 34  | 0   | 9.7  | 0.5 | 1.3 | .356 | 0.0 | 0.0 |       | 0.5 | 1.3 | .356 | 0.2 | 0.6 | .364 | 1.2   | 1.2    | 2.4 | 0.5  | 0.4 | 0.3 | 0.4 | 1.8 | 1.2 |
| 1996-97   | 26   | Atlanta Hawks       | NBA  | PF   | 72  | 2   | 11.8 | 0.6 | 1.3 | .440 | 0.0 | 0.0 |       | 0.6 | 1.3 | .440 | 0.3 | 0.7 | .385 | 1.1   | 1.8    | 2.8 | 0.3  | 0.4 | 0.2 | 0.6 | 1.6 | 1.4 |
| 1997-98   | 27   | Vancouver Grizzlies | NBA  | PF   | 28  | 2   | 8.9  | 0.7 | 2.0 | .351 | 0.0 | 0.0 | 1.000 | 0.7 | 2.0 | .339 | 0.6 | 1.1 | .567 | 0.9   | 1.6    | 2.5 | 0.3  | 0.4 | 0.1 | 0.6 | 1.4 | 2.1 |
| Total     |      |                     | NBA  |      | 134 | 4   | 10.7 | 0.6 | 1.4 | .394 | 0.0 | 0.0 | 1.000 | 0.6 | 1.4 | .391 | 0.3 | 0.8 | .433 | 1.0   | 1.6    | 2.6 | 0.4  | 0.4 | 0.2 | 0.5 | 1.6 | 1.5 |

##### Playoffs
| Temporada | Edad | Equipo        | Liga | Pos. | P | TIT | MIN | TC  | TCA | %TC | 3P  | 3PA | %3P | 2P  | 2PA | %2P | TL  | TLA | %TL | R.OF. | R.DEF. | REB | ASIS | ROB | TAP | PER | FP  | PTS |
| 1996-97   | 26   | Atlanta Hawks | NBA  | PF   | 3 | 0   | 1.7 | 0.0 | 0.0 |     | 0.0 | 0.0 |     | 0.0 | 0.0 |     | 0.0 | 0.0 |     | 0.0   | 0.3    | 0.3 | 0.3  | 0.0 | 0.0 | 0.3 | 0.7 | 0.0 |
| Total     |      |               | NBA  |      | 3 | 0   | 1.7 | 0.0 | 0.0 |     | 0.0 | 0.0 |     | 0.0 | 0.0 |     | 0.0 | 0.0 |     | 0.0   | 0.3    | 0.3 | 0.3  | 0.0 | 0.0 | 0.3 | 0.7 | 0.0 |